# 神戸マラソン
神戸マラソン（こうべマラソン、英語: Kobe Marathon）は、兵庫県神戸市で開催される大規模な市民参加型マラソン大会である。

## 沿革
2010年5月27日、第1回「ひょうご・神戸マラソン（仮称）開催準備委員会」が開かれ、2010年まで31回開催された「神戸全日本女子ハーフマラソン」を発展的解消する形として開催へ向けての協議が始まった。
2010年9月8日、第1回「神戸マラソン」の2011年からの開催が発表された。
2011年、第1回「神戸マラソン」開催前、そのスタート地点に「日本マラソン発祥の石碑」が設置された。これは、1909年（明治42年）3月21日に日本で最初のマラソン大会「マラソン大競走」が神戸市で開催されたことを記念する石碑である。
2011年11月20日、第1回大会が開催された。
第10回大会は、新型コロナウイルス感染症の拡大の影響から、2020年の開催予定から1年延期となった。しかし2021年も新型コロナウイルス感染症の拡大に伴い、2年連続で中止となり、結局2022年に第10回が3年越しで行われた。
2018年にはワールドアスレティックス（当時は国際陸上競技連盟）ブロンズラベルを、2020年にはシルバーラベルに認定された。第10回大会は感染症対策への対応等による開催経費の見直しに伴い、ラベルレースとしての大会運営は実施しないことになった。
2021年、兵庫県は2022年の第10回を最後に主催者から外れ協賛者の一部として経費の一部を支援することを検討していることが報じられたが、結局2023年の第11回以降も引き続き主催者として関わることになった。
ゴールがポートアイランドであるため、その手前の浜手バイパスや神戸大橋での坂の高低差が「終盤の難所」とされており、そのために好タイムが出づらく出場者が増えない原因とされてきた。2025年からは、終盤の難所をなくすためにゴールをハーバーランドに移す予定である。

## 概要
参加者は2万人で、制限時間は7時間。フルマラソン（42.195km、参加定員20000人）とリレーラン（2024年から、参加定員150組300人）が行われる。なお2015年までは、クォーターマラソン（10.6km、同2000人）も創設されていた。制限時間のほか、途中9ヶ所の関門にはそれぞれ、閉鎖時刻が設定される。2段階のウェーブスタートが採用されており、第2ウェーブは第1ウェーブの15分後のスタートとなるが、閉鎖時刻は第1ウェーブの号砲基準で設定されているため、第2ウェーブのランナーは実質的に制限時間が15分以上短くなる。

### コース

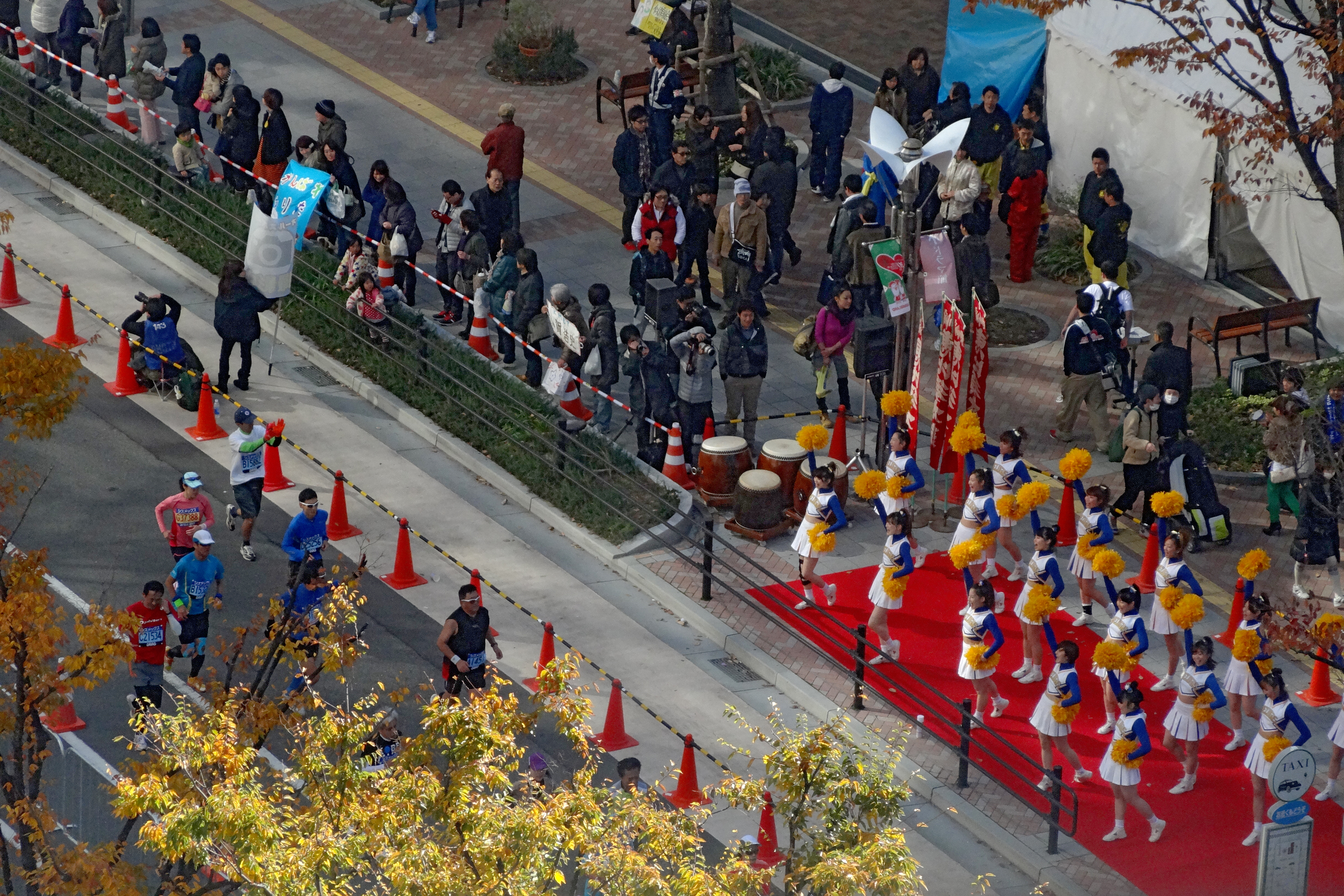
沿道の応援風景（ハーバーランド）

神戸市役所前をスタートし、ハーバーランド、長田・鷹取地区を経由して、明石海峡大橋（舞子公園付近）で折り返した後、駒ヶ林・和田岬地区、浜手バイパス、神戸大橋を経由して、ポートアイランドの市民広場付近をフィニッシュ地点とする。

### 参加資格
開催年の4月1日現在、フルマラソンは、満18歳以上で6時間40分以内で完走できる男女。車いすでの参加は不可。参加料は、フルマラソンが10,300円（チャリティー募金100円を含む）。

## 優勝者

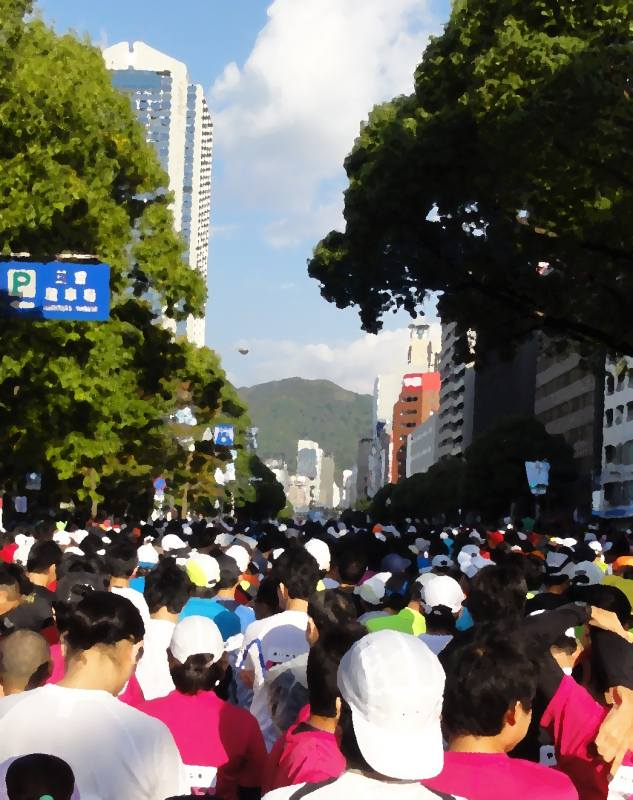
神戸マラソン2011

-数字- は優勝回数、      は（当時の）大会記録。
|    | 開催日         | 男子選手                      | 記録          | 女子選手                     | 記録          |
| -- | -------------- | ----------------------------- | ------------- | ---------------------------- | ------------- |
| 1  | 2011年11月20日 | 中山卓也 (JPN)                | 2時間24分13秒 | 上谷聡子 (JPN)               | 2時間40分45秒 |
| 2  | 2012年11月25日 | 高橋謙介 (JPN)                | 2時間21分13秒 | 大内唯衣 (JPN)               | 2時間39分52秒 |
| 3  | 2013年11月17日 | 新井広憲 (JPN)                | 2時間17分01秒 | 田中千洋 (JPN)               | 2時間36分53秒 |
| 4  | 2014年11月23日 | ハロン・マレル (KEN)          | 2時間13分45秒 | 斎藤公美 (JPN)               | 2時間38分23秒 |
| 5  | 2015年11月15日 | 鈴木忠 (JPN)                  | 2時間18分01秒 | 杉谷優衣 (JPN)               | 2時間42分01秒 |
| 6  | 2016年11月20日 | モリス・ムワンギ (KEN)        | 2時間22分31秒 | ジャクリーン・キプリモ (KEN) | 2時間40分07秒 |
| 7  | 2017年11月19日 | クァリル・ルムシェ (MAR)      | 2時間12分49秒 | メーガンP・クリフチン (USA)  | 2時間33分14秒 |
| 8  | 2018年11月18日 | クァリル・ルムシェ (MAR)-2-   | 2時間13分54秒 | スーザン・ジェロティク (KEN) | 2時間31分38秒 |
| 9  | 2019年11月17日 | ジョフレイ・クスロ (UGA)      | 2時間08分46秒 | 山口遥 (JPN)                 | 2時間27分39秒 |
| 10 | 2022年11月20日 | エルカナ・ランガット (KEN)    | 2時間12分47秒 | シャロン・ケンボイ (KEN)     | 2時間29分13秒 |
| 11 | 2023年11月19日 | バーナバ・キプコエチ (KEN)    | 2時間11分19秒 | 堀江美里 (JPN)               | 2時間33分04秒 |
| 12 | 2024年11月17日 | バーナバ・キプコエチ (KEN)-2- | 2時間12分28秒 | 小川那月 (JPN)               | 2時間36分42秒 |

## 運営結果
|   | フルマラソン            | クォーターマラソン    | 合計                    | 沿道応援人数 |
| - | ----------------------- | --------------------- | ----------------------- | ------------ |
| 1 | 20,103 (97.4%) / 20,642 | 2,300 (99.3%) / 2,316 | 22,403 (97.6%) / 22,958 | 523,000      |
| 2 | 16,818 (97.7%) / 17,215 | 1,841 (97.5%) / 1,888 | 18,659 (97.7%) / 19,103 | 557,500      |
| 3 | 17,816 (97.5%) / 18,267 | 2,082 (97.1%) / 2,144 | 19,898 (97.5%) / 20,411 | 585,500      |
| 4 | 17,213 (97.8%) / 17,597 | 1,746 (97.9%) / 1,783 | 18,959 (98.2%) / 19,380 | 616,000      |
| 5 | 17,087 (97.0%) / 17,621 | 1,931 (94.7%) / 2,039 | 19,018 (97.0%) / 19,660 | 612,000      |

|                     | フルマラソン            | 沿道応援人数 |
| ------------------- | ----------------------- | ------------ |
| 6                   | 18,814 (96.1%) / 19,570 | 600,000      |
| 7                   | 18,949 (96.1%) / 19,709 | 600,000      |
| 完走者 (%) / 出走者 |                         |              |

## 運営
主催
- 兵庫県
- 神戸市
- 兵庫陸上競技協会

共催
- 神戸新聞社
- 朝日新聞社

主管
- 兵庫陸上競技協会

後援
- 兵庫県教育委員会
- 神戸市教育委員会
- 日本陸上競技連盟
- 兵庫県スポーツ協会
- 神戸市スポーツ協会
- 兵庫県スポーツ推進委員会
- 神戸市スポーツ推進委員協議会
- 兵庫県障害者スポーツ協会
- 神戸市社会福祉協議会
- スポーツクラブ21ひょうご全県連絡協議会
- 兵庫県商工会議所連合会
- 神戸市商店街連合会
- 兵庫県医師会
- 神戸市医師会
- 兵庫県看護協会
- 兵庫県消防協会
- 神戸市消防協会
- 兵庫県ボランティア協会
- ひょうご観光本部
- 神戸観光局
- 西日本旅客鉄道
- 関西鉄道協会
- 兵庫県バス協会
- 兵庫県トラック協会
- 兵庫県タクシー協会
- ひょうご経済研究所
- NHK神戸放送局
- サンテレビジョン
- ラジオ関西

特別協賛
- シスメックス

協賛
- みなと銀行
- 城山ホールディングス
- 山陽電気鉄道
- アシックスジャパン
- 山崎製パン
- 六甲バター
- 富永貿易
- コープ共済
- 神戸新交通
- 第一生命保険
- TOA
- ロック・フィールド
- 三ツ星ベルト
- フォトクリエイト
- 神戸トヨペット
- 日本マクドナルド
- 住友ゴム工業
- カネテツデリカフーズ
- 大和ハウスグループ
- スカイマーク
- 神戸製鋼所
- 和田興産
- フクダ電子

特別協力
- 神戸市スポーツ協会

協力
- アイズ
- 大阪ガスネットワーク
- 神戸国際会館
- こうべ未来都市機構
- JTB
- 日本旅行
- 西日本旅客鉄道
- 日本通運
- 阪急電鉄
- 阪神国際港湾
- 阪神電気鉄道
- ワールド・ワン
- 神戸観光局
- 神戸市職員労働組合
- 神戸都市振興サービス
- 日本教育公務員弘済会兵庫支部

## 中継
- 2011年の第1回大会からサンテレビが生中継を行う。放送時間は8:30 - 16:15で、このうち8:30 - 12:00は第1部、12:00 - 15:00は第2部としてマルチチャンネル放送を行い、サブチャンネルで放送される。15:00 - 放送終了までは第3部として、再びメインチャンネルでの放送となる。中継は、大会の特別協賛社であるシスメックスの冠スポンサーによる「シスメックススポーツスペシャル」として放送される。実況は湯浅明彦が担当し、リポーターはサンテレビのアナウンサーの他に、かつては神谷ゆう子やサンテレビのディレクターである松井愛が担当。レースの解説は中継時のシスメックス女子陸上競技部の監督や小崎まり（ノーリツ陸上競技部ヘッドコーチ兼選手）が担当し、兵庫県出身の元陸上選手である小林祐梨子がゲストとして出演している。かつては、おしゃれコーナーの解説として神戸コレクションの発起人である高田恵太郎（株式会社ぜんまい代表取締役）が出演していた。
  - 第1回大会は8:30 - 10:00と13:00 - 16:30の枠で放送された。
  - 第2回大会は上記のマルチチャンネル方式で、8:30 - 16:30の枠で放送された。
  - 大会が再延期となった2021年には、11月15日の12:30 - 13:30の枠で特別番組として『シスメックススポーツスペシャル 素直！謙虚！「感謝と友情」でつなぐ神戸マラソン』を放送。ナビゲーターは第2回大会を完走した森脇健児が担当し、ゲストには兵庫県出身でこの年に行われた東京オリンピックに出場した田中希実や、その母で第3回大会で優勝した田中千洋などが出演した。
  - 第10回大会には、第3部に中間淳太（ジャニーズWEST）がゲスト出演。
  - 第12回大会には、第3部にこの大会で初めて開催されたリレーランにゲスト参加した田中希実がゲスト出演。
  - 2018年の第8回大会からは、サンテレビのYouTube公式チャンネルや公式Facebookでのライブ配信が、8:57 - 11:58の時間帯で行われている。
- 大会の一週間後には、ABCテレビで約55分の特別番組が第8回大会まで放送されていた。第8回大会は大会の二週間後に放送された。この番組も「シスメックススポーツスペシャル」として放送されていた。
  - 第2回大会から第7回大会まではBS朝日で放送されていた。第2回大会のみは上記の放送翌日に放送され、以降は上記の放送一週間後に放送されていた。
- 第3回大会からは、ラジオ関西でも生中継が行われている。
- 第8回大会までは、JCOMでも生中継が行われていた。第8回大会では、JCOMの地域情報アプリ「ど・ろーかる」でも配信された。

## トラブル
- 第1回大会の出場者をインターネットで募集した際、抽選で落選していた応募者のうち5,365人に、当選メールが誤送信されるケースが相次いだ。実行委員会は、メールが送られた落選者全員を当選とする措置を取った[15]。